# Vicent Rambla Momplet
Vicent Rambla Momplet (Castelló de la Plana, 1963) és un polític valencià que ha exercit distints càrrecs, tant al Consell de la Generalitat Valenciana, com als òrgans de govern del seu partit polític: el Partit Popular de la Comunitat Valenciana.
Llicenciat en Dret per la Universitat de València, ingresa al Cos Superior d'Inspectors d'Hisenda de l'Estat el 1990 aconseguint el càrrec de Cap d'Unitat d'Inspectors a la Delegació de Barcelona, funció que exerceix fins a 1995. L'any 1997 és noment Delegat Especial de l'Agència Tributària al País Valencià fins a 1999.
Comença la seua carrera política com a Director General de Règim Econòmic de la Conselleria de Sanitat, amb el conseller Joaquín Farnós Gauchía, de 1995 a 1997. Durant la V Legislatura (1999-2003) de l'etapa autonòmica, Vicente Rambla és Conseller d'Economia i Hisenda, sent President de la Generalitat Valenciana Eduardo Zaplana.
Durant la VIa Legislatura (2003-2007) es fa càrrec de distintes conselleries sent Francesc Camps el Cap del Consell de la Generalitat. Del 2003 al 2006 dirigeix la Conselleria de Sanitat, a continuació encapçala la Conselleria de Relacions Institucionals i Comunicació i és portaveu del Consell de la Generalitat fins al 2007.
A la VIIa legislatura (2007-2011), Rambla s'encarrega de la coordinació política del Consell com a Vicepresident primer i, un una primera etapa dirigeix la conselleria de Presidència (2007-2009) per a, una vegada dissolta aquesta, ocupar la cartera d'Indústria, Comerç i Innovació.
Després de les eleccions de 2011, el president Camps decideix no comptar amb Rambla per a la formació de govern per la presumpta implicació d'aquest en una trama de finançament il·legal del PP i la seua relació amb el cas Gürtel.

## Corrupció
En l'actualitat és imputat a la branca valenciana del cas Gürtel, la qual investiga els presumptes delictes de finançament il·legal, delicte electoral, suborn i prevaricació pel PP valencià PPCV.